# Wasserfälle an den Quellflüssen des Miller River
Es gibt insgesamt drei Wasserfälle an den beiden Quellflüssen des Miller River, East Fork und West Fork Miller River. Hier folgt eine Beschreibung aller drei:

## East Fork

### Florence Falls
Die Florence Falls liegen eine kurze Strecke flussabwärts vom Lake Dorothy. Die Fälle bilden eine lange Kaskade von insgesamt 43 Metern Höhe; sie werden aus mehreren kleinen Abstürzen von weniger als neun Metern gebildet und können zu einem Rinnsal zusammenschrumpfen, wenn der Fluss Niedrigwasser führt, und mächtig aussehen, wenn er Hochwasser führt.
Der Ort des Wasserfalls wird auf älteren Karten oft genau unterhalb der Mündung des Smith Creek eingezeichnet. Die wahre Lage ist genau unterhalb des Abflusses des Lake Dorothy an einer Flussschleife. Die Fälle liegen innerhalb einer engen Schlucht.

## West Fork

### Borderline Falls
Die Borderline Falls liegen etwa 2,4 km flussaufwärts von der Mündung des West Fork und etwa einen Kilometer oberhalb der Immigration Falls. Sie treten dort auf, wo der Fluss zwischen zwei große Granit-Platten gequetscht wird und fallen etwa neun Meter in die Tiefe. Sie bekamen ihren Namen nach der großen Zahl von Kayak-Fahrern, die den Fluss ober- wie unterhalb befahren.

### Immigration Falls
Die Immigration Falls liegen etwa 1,4 km oberhalb der Mündung des West Fork und etwa einen Kilometer unterhalb der Borderline Falls. Sie treten dort auf, wo der Fluss über einen riesigen Felsblock auf einen weiteren stürzt. Sie bekamen ihren Namen nach der großen Zahl von Kayak-Fahrern, die den Fluss ober- wie unterhalb befahren.